# Shigemi Ishii
Shigemi Ishii (jap. 石井 茂巳 Ishii Shigemi; ur. 7 lipca 1951) – japoński piłkarz, reprezentant kraju.

## Kariera klubowa
Od 1976 do 1986 roku występował w klubie Furukawa Electric.

## Kariera reprezentacyjna
W reprezentacji Japonii zadebiutował w 1974. W reprezentacji Japonii występował w latach 1974-1979. W sumie w reprezentacji wystąpił w 15 spotkaniach.

## Statystyki
| Reprezentacja Japonii | Reprezentacja Japonii | Reprezentacja Japonii |
| Rok                   | Mecze                 | Gole                  |
| --------------------- | --------------------- | --------------------- |
| 1974                  | 4                     | 0                     |
| 1975                  | 1                     | 0                     |
| 1976                  | 0                     | 0                     |
| 1977                  | 4                     | 0                     |
| 1978                  | 0                     | 0                     |
| 1979                  | 6                     | 0                     |
| Razem                 | 15                    | 0                     |